# Kimboraga koolanensis
Kimboraga koolanensis är en snäckart som först beskrevs av Tom Iredale 1939.  Kimboraga koolanensis ingår i släktet Kimboraga och familjen Camaenidae. IUCN kategoriserar arten globalt som sårbar. Inga underarter finns listade i Catalogue of Life.